# Onycholabis melitopus
Onycholabis melitopus – gatunek chrząszcza z rodziny biegaczowatych i podrodziny Platyninae.

## Taksonomia
Gatunek został opisany w 1892 roku przez Henry'ego Waltera Batesa. W 1995 Kasahara dokonał jego szczegółowej redeskrypcji.

## Opis
Przedpiersie i proepisternum gęsto, a metepisternum rzadko punktowane. Zapiersie z rzadkim punktowaniem tylko po bokach. Szósty widoczny sternit z 4 szczecinkami krawędziowymi u samic.

## Występowanie
Przedstawiciele tego gatunku występują we wschodniej i południowo-wschodniej Azji. Wykazany został dotąd z indyjskich stanów Asam, Sikkim i Dardżyling, Laosu, Wietnamu, Birmy, Bhutanu oraz chińskich prowincji Kuejczou, Junnan i Tybetu.